# Emballonura alecto
Emballonura alecto es una especie de murciélago microquiróptero de la familia Emballonuridae.

## Distribución
Se encuentra en Borneo y Filipinas.